# Gut Hilperdingen

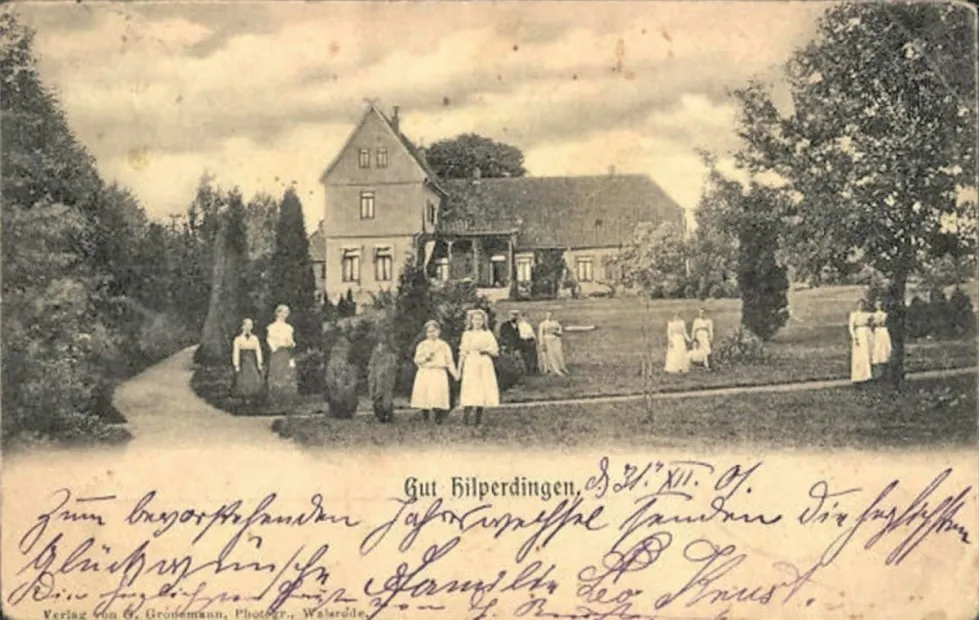
Gruppenbild auf dem Anwesen „Gut Hilperdingen“, datiert 1901;
Ansichtskarte von Georg Gronemann

Das Rittergut Hilperdingen in der Kernstadt der niedersächsischen Stadt Walsrode ist ein seit dem Mittelalter bekanntes Rittergut, das im Jahr 2025 landwirtschaftlich als Einzelunternehmen von der Firma Solidarische Landwirtschaft Sascha Kärcher bewirtschaftet wird. Traditionell dient der ehemalige Adelssitz am Hilperdinger Weg jährlich zu Christi Himmelfahrt der Kirchengemeinde von St. Georg zur Feier des Gottesdienstes.

## Geschichte
„In Hilperdingen“ wurden über Jahrhunderte drei große Hofstellen betrieben, um die sich Kothstellen reihten, die noch zur Wende des 20. Jahrhunderts als „Kathen“ vorhanden waren. Auf dem Hilperdinger Besitz entwickelte sich die Ortschaft Vorbrügge, deren Bewohner ursprünglich dem Kloster Walsrode zinspflichtig waren. Daher wird vermutet, das der Grundbesitz ein altes Stiftungsgut des Klosters beziehungsweise Eigentum des Grafen Walo war. 1318 erhielt Herzog Johann von Braunschweig-Lüneburg, ein Sohn von Otto dem Strengen, sämtliche Hilperdinger Hofstellen als Apanage.
Unklar ist, ob Hilperdingen im 14. Jahrhundert von unbekannten Eigentümern mit einem Schloss bebaut war, wenngleich die nahe dem Herrenhaus aufgefundenen „großen Granitsteine“ als Beweis dafür angesehen wurden.
Zeitweilig gehörten zu dem Hilperdinger Gut der Hof zum Neddenriep, der später wüst gefallene Finkenhof bei Fallingbostel und der ebenfalls dort belegene Brammeyer'sche Hof, der von Cammer'sche Hof in Oberndorfmark sowie zwei Höfe bei Leverdingen.
1530 besaß das Geschlecht Tietz genannt Schlütter den Besitz, bevor das Hilperdinger Anwesen ab 1595 bis etwa 1845 im Besitz des niedersächsischen Adelsgeschlechtes von Mandelsloh stand. Diese Familie unterstützte „immer wieder die Meinerdinger Kirche“; ein sichtbares Zeugnis dieser Zeit bildet das 1623 datierte Kirchenfenster, mit dem sich Andreas von Mandelsloh und seine Ehefrau ein Denkmal setzten. Der Hilperdinger Zweig des Geschlechtes, aus unter anderem Prinz Claus von Amsberg hervorging, zählt zu den direkten Vorfahren von Willem-Alexander, König der Niederlande.
Nach verschiedenen Besitzerwechseln im 19. Jahrhundert erwarben im September 1903 Hans von Reden (1865–1944) und seine Ehefrau Hedwig Freiin von Hodenberg (1878–1966) das Gut Hilperdingen. Aus dem Jahr 1904 hat sich eine von Hedwig von Hodenberg geschaffene Zeichnung des Adelssitzes erhalten, die späte r – wie viele andere wichtige Dokumente zur Gutsgeschichte – in das Stadtarchiv Walsrode gelangte.
Zur Zeit des Nationalsozialismus heiratete die studierte Medizinerin und Erbtochter Helene von Reden 1938 den Hochschullehrer Behrend Behrens, mit dem sie – „um das Gut in der Familie zu halten“ – dessen Nichte, die Medizinerin Doris Behrens adoptierte. Diese ehelichte den Arzt Rolf Hastedt und führte ihre Praxis als Hausärztin bis 1997 in den Räumen des ehemaligen Rittergutes. Nach ihrem Tod Ende 2020 übernahm die Familie ihres Neffen Christian Jacobi die Verantwortung für die Hinterlassenschaft.

## Archivalien
Archivalien von und über das Gut Hilperdingen finden sich beispielsweise
- Bundesarchiv als Schriftgut während des Zweiten Weltkrieges für die Laufzeit 1939 bis 1944 im Kontext Hans von Reden und der Reichsstelle für Landbeschaffung im Oberkommando der Wehrmacht (OKW), Abteilung Enteignungen-Einzelfälle, Reichswerke AG Hermann Göring Salzgitter, Archivsignatur Bundesarchiv, BArch RW 43/226[5]
- im Stadtarchiv Walsrode[1]